# ملک اربابی
مِلک اربابی (انگلیسی: Demesne) عبارت از زمین یا زمین‌هایی در دوران ارباب‌رعیتی بود که به‌طور صرف و فقط به منظور استفاده و بهره‌برداری ارباب مِلک کاشت می‌شد و به همین منظور، در مقابل زمین‌های استیجاری یا واگذارشده به دیگران قرار می‌گرفت. در انگلستان، ولز و ایرلند شمالی، ملک اربابی زمینی است که در اختیار تاج و تخت است و اصطلاح قانونی منتسب‌داده شده به آن — در زمان نگارش کتاب روز رستاخیز در سال ۱۰۸۶ — برای اشاره به زمینی است که در اختیار پادشاه بوده است.
معادل این واژه برای سلاطین ترک، "ضیاع خاص" بوده است. 